# Freccia Vallone 2020
La Freccia Vallone 2020, ottantaquattresima edizione della corsa, valevole come quindicesima prova dell'UCI World Tour 2020 categoria 1.UWT, si è svolta il 30 settembre 2020 (inizialmente prevista per il 22 aprile 2020, poi posticipata a causa della pandemia di COVID-19) per un percorso di 202 km, con partenza da Herve ed arrivo a Huy, in Belgio. La vittoria è stata appannaggio dello svizzero Marc Hirschi, che ha completato il percorso in 4h49'17" alla media di 41,90 km/h, precedendo il francese Benoît Cosnefroy ed il canadese Michael Woods. 
Al traguardo di Huy sono stati 167 i ciclisti, dei 168 partiti da Herve, che hanno portato a termine la competizione.

## Squadre e corridori partecipanti
| N.      | Cod. | Squadra               |
| ------- | ---- | --------------------- |
| 1-7     | DQT  | Deceuninck-Quick-Step |
| 11-18   | AST  | Astana Pro Team       |
| 21-27   | UAD  | UAE Team Emirates     |
| 31-37   | LTS  | Lotto Soudal          |
| 41-47   | BOH  | Bora-Hansgrohe        |
| 51-57   | TFS  | Trek-Segafredo        |
| 61-67   | SUN  | Team Sunweb           |
| 71-77   | NTT  | NTT Pro Cycling Team  |
| 81-87   | MTS  | Movistar Team         |
| 91-97   | ALM  | AG2R La Mondiale      |
| 101-107 | TBM  | Bahrain-McLaren       |
| 111-117 | TJV  | Team Jumbo-Visma      |
| 121-127 | IGD  | Ineos Grenadiers      |

| N.      | Cod. | Squadra                    |
| ------- | ---- | -------------------------- |
| 131-137 | CWG  | Circus-Wanty Gobert        |
| 141-147 | GFC  | Groupama-FDJ               |
| 151-157 | CCC  | CCC Team                   |
| 161-169 | EF1  | EF Pro Cycling             |
| 171-177 | COF  | Cofidis, Solutions Crédits |
| 181-187 | MTS  | Mitchelton-Scott           |
| 191-197 | SVB  | Sport Vlaanderen-Baloise   |
| 201-207 | AFC  | Alpecin-Fenix              |
| 211-217 | WVA  | Bingoal-Wallonie Bruxelles |
| 221-227 | ISN  | Israel Start-Up Nation     |
| 231-237 | TDE  | Total Direct Énergie       |
| 241-247 | ARK  | Team Arkéa-Samsic          |

## Ordine d'arrivo (Top 10)
| Pos. | Corridore          | Squadra | Tempo    |
| ---- | ------------------ | ------- | -------- |
| 1    | Marc Hirschi       | Sunweb  | 4h49'17" |
| 2    | Benoît Cosnefroy   | AG2R    | s.t.     |
| 3    | Michael Woods      | EF      | s.t.     |
| 4    | Warren Barguil     | Arkéa   | s.t.     |
| 5    | Daniel Martin      | Israel  | s.t.     |
| 6    | Michał Kwiatkowski | Ineos   | s.t.     |
| 7    | Patrick Konrad     | Bora    | a 5"     |
| 8    | Richie Porte       | Trek    | s.t.     |
| 9    | Tadej Pogačar      | UAE     | s.t.     |
| 10   | Simon Geschke      | CCC     | a 10"    |